# مقاطعة جنيف (ألاباما)
مقاطعة جنيف (بالإنجليزية: Geneva County, Alabama)‏ هي إحدى مقاطعات ولاية ألاباما في الولايات المتحدة. تأسست سنة 1868، بلغ عدد سكانها 26790 نسمة في عام 2010 حسب إحصاء مكتب تعداد الولايات المتحدة وتصل الكثافة السكانية فيها 17.9 نسمة/كم2.

## وصلات خارجية
- http://www.genevacounty.us/